# New York Athletic Club

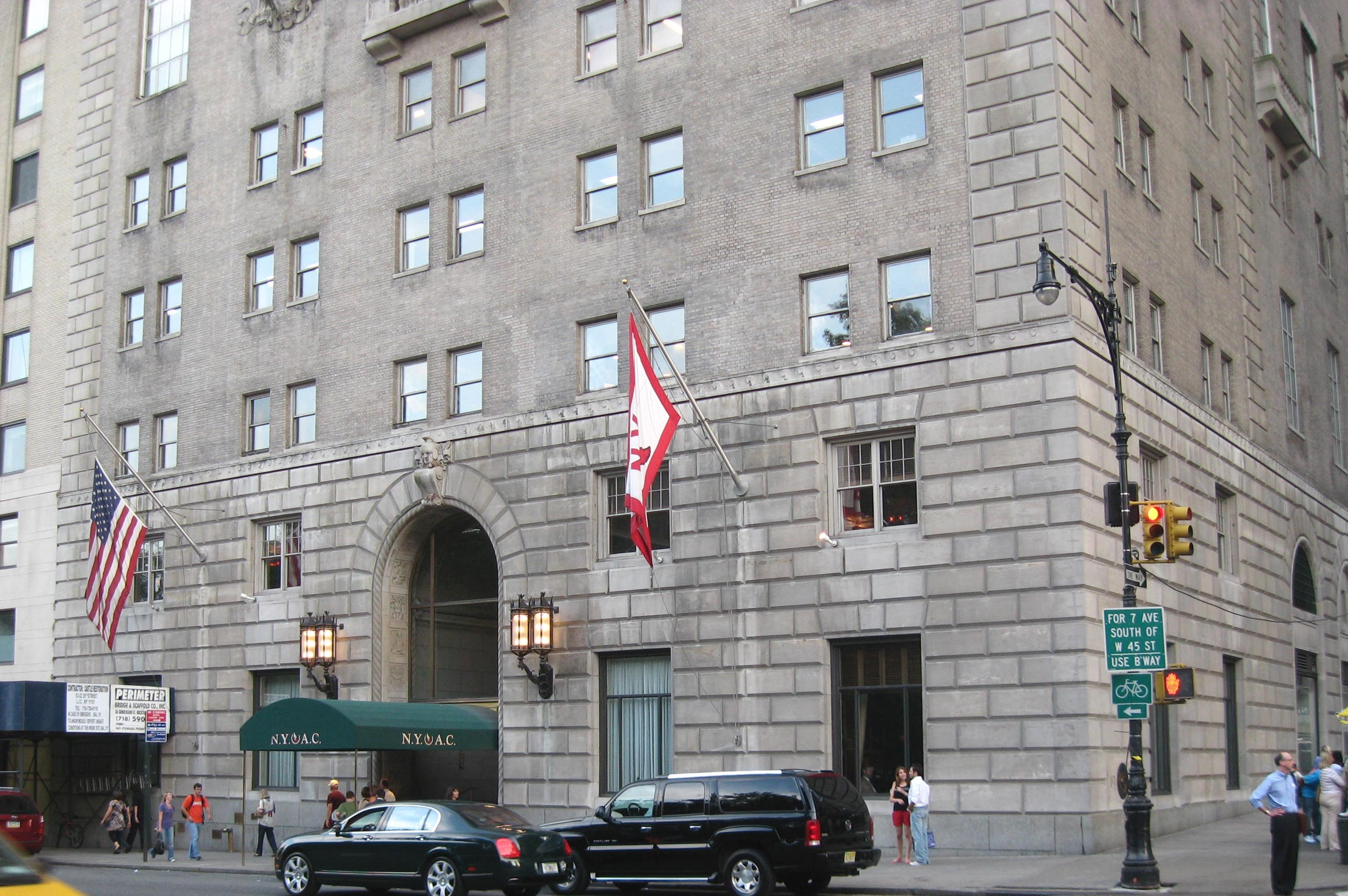
Zentrale des NYAC in Manhattan

Der New York Athletic Club ist einer der ältesten und erfolgreichsten amerikanischen Sportvereine. Er entstand in der Tradition der britischen Gentlemen’s und Sportclubs. 2015 hatte er etwa 8.600 Mitglieder und zwei Sportstätten: das traditionelle Clubhaus am Central Park in Manhattan und die Sommersportanlage auf Travers Island im Westchester County.

## Geschichte
Der Sportverein wurde 1868 in New York City von den Geschäftsleuten William B. Curtis und John C. Babcock gemeinsam mit anderen Amateursportlern gegründet. Darüber hinaus kaufte der wohlhabende New Yorker Rechtsanwalt und Unternehmer William R. Travers 1886 die Halbinsel Travers Island als Sommersportanlage des NYAC am Long Island Sound.
Der NYAC repräsentierte lange Zeit führend den amerikanischen Amateursport, schuf die Satzungen der Verbände, stellte die meisten der Präsidenten der Amateur Athletic Union und war der erfolgreichste amerikanische Sportverein mit 119 olympischen Goldmedaillen, 53 Silbermedaillen und 59 Bronzemedaillen.
Im New York Athletic Club findet alljährlich die NYC Soccer Gala statt.

## Sportstätten
Das heutige Clubhaus in Manhattan wurde zu Beginn des 20. Jahrhunderts vom Architekten Charles W. Clinton entworfen und bietet in seinen 24 Stockwerken einen Panoramablick über den Central Park. Es enthält ein Fitnessstudio, zwei Restaurants, einen Festsaal, ein Hallenbad, eine Basketballhalle, einen Billardsaal, mehrere Fechträume sowie acht Etagen mit Gästezimmern für Mitglieder und deren Gäste.
Innerhalb der Sommersportanlage befinden sich ein Stadion, ein 50 m langes Salzwasserschwimmbad, mehrere Tennisplätze, ein Yachthafen und eine Ruderstrecke.

## Kontroversen
Der Verein war ursprünglich nur für männliche Mitglieder zugänglich. Erst 1984 erließ die New Yorker Stadtverwaltung die Verordnung, dass weibliche Mitglieder in Vereinen von großer wirtschaftlicher oder kultureller Bedeutung zugelassen werden müssen. Als 1988 der United States Supreme Court diese Verordnung bestätigte, nahm 1989 der NYAC die ersten weiblichen Mitglieder auf.
Dem NYAC wurde erstmals im Zusammenhang mit den Olympischen Spielen 1936 vorgeworfen, dass er keine jüdischen Mitglieder aufnehme. Im Februar 1962 kündigte der Bürgermeister von New York Robert F. Wagner jr. seine Mitgliedschaft, da der NYAC Afroamerikaner und Juden diskriminiere.
Im Zusammenhang mit den Boykottdrohungen der amerikanische Leichtathleten gegen die Teilnahme an den Olympischen Sommerspielen 1968 gehörte es auch zu den Forderungen des Olympic Project for Human Rights, dass sich der NYAC nun auch für Afroamerikaner öffnete. 1989 war der Olympiagoldmedaillengewinner im 400-Meter-Lauf Antonio McKay das erste afroamerikanische Vereinsmitglied des NYAC.